# Mărculești-Gară, Călărași
Mărculești-Gară este un sat în comuna Perișoru din județul Călărași, Muntenia, România.